# مکاتب فمینیستی جرم‌شناسی
در اواخر دهه ۱۹۶۰ و در دهه ۱۹۷۰ جنبشی علیه بی‌توجهی و تبعیض عمومی زنان در مطالعه سنتی جرم ایجاد شد. که اکثریت نظریه‌های جرم‌شناسی از طریق مطالعات بر روی موضوعات مردانه ایجاد شده‌اند و بر جنایت مردانه متمرکز شده‌اند، و جرم‌شناسان اغلب با روش «زنان را اضافه کنید و غائله را ختم بخیر کنید» سرپوشی به جرم‌شناسی داده‌اند. نه اینکه نظریه‌های جداگانه‌ای در مورد جنایت زنان ایجاد کنند.
جرم‌شناسی فمینیستی بر زنان مجرم، زنان قربانی، و زنان در سیستم عدالت کیفری متمرکز است تا علل، روندها و نتایج جنایت زنان را بررسی کند. موضوعات کلیدی در مکتب جرم‌شناسی فمینیستی شامل نقش جنسیت و تبعیض جنسی در مجازات و همچنین نقش جرم‌شناسی در افزایش تعداد زنان زندانی با هدف کاهش میزان جرم و جنایت است.

## تاریخچه
جرم‌شناسی علمی است که به علت، اصلاح و پیشگیری از وقوع بزهکاری می‌پردازد.
اواخر قرن نوزدهم مطالعاتی در مورد این رشته شکل گرفت اما تا اواخر دهه ۱۹۶۰ و ۱۹۷۰ بود که مکتب جرم‌شناسی فمینیستی ظهور کرد. جرم شناسان فمینیست در پاسخ به تمرکز جریان اصلی جرم‌شناسی بر مجرمان و قربانیان مرد، به دنبال شناخت زنان مجرم، زنان قربانی و زنان شاغل در سیستم عدالت کیفری بودند.

### نظریه‌های اولیه در مورد انحراف زنان
اولین تئوری‌ها در مورد جرم و جنایت زنان بیشتر بر ویژگی‌های روانی و فیزیولوژیکی متمرکز بودند تا ویژگی‌های اجتماعی یا اقتصادی. این نظریه‌ها که بیشتر توسط دانشمندان و جرم‌شناسان مرد مطرح شده‌اند، به دلیل استناد به فرضیات مربوط به «ماهیت زنان» به شدت مورد انتقاد قرار گرفته‌اند و بسیاری در زمان بی‌اعتبار شده‌اند. چزاره لومبروزو جرم‌شناس و جمجمه‌شناسی ایتالیایی «جرم‌شناسی انسان‌شناختی» را برای نظریه‌پردازی‌های خود در مورد جنایت زنان به کار برد، و «زن عادی» را از «زن جنایتکار» جدا کرد، با این روش زن جنایتکار هم مثل یک مرد مورد بررسی و کیفر قرار می‌گرفت. جامعه‌شناس آمریکایی WI Thomas این ایده را مطرح کرد که زنان بزهکار درگیر انحرافات جنسی مانند فحشا می‌شوند تا تمایلات جنسی مردان را دستکاری کنند تا به آنچه می‌خواهند برسند. از نظر زیگموند فروید، جنایتکاران زن چیزی را تجربه می‌کردند که او آن را " حسادت آلت تناسلی " می‌نامید، و در اشتیاق به آلت تناسلی و مردانگی خود به صورت تهاجمی و سرکش عمل می‌کردند.

#### نظریه کرنش عمومی
رابرت اگنیو جرم‌شناس تلاش کرد تا تفاوت بین میزان جرم و جنایت مردان و زنان را از طریق نظریه جنرال استرین یا به عبارتی کشش اصلی به جرم و جنایت درک کند. او این نظریه را مطرح کرد که مردان و زنان انواع مختلفی از فشارها (اعم از فیزیکی، مالی، عاطفی و غیره) را تجربه می‌کنند و بر این اساس واکنش خشن بروز می‌دهند. در حالی که به نظر می‌رسید مردان بیشتر مستعد جنایات خشونت‌آمیز هستند اما زنان با جنایت‌های خود اثرات ویرانگر بیشتری مانند سوء مصرف مواد مخدر و جنایت‌های بی رحمانه تری پاسخ می‌دادند.

### نظریه جرم‌شناسی فمینیستی اولیه
ماری آندره برتراند، جرم‌شناس فرانسوی- کانادایی و فرانسیس مری هایدنسون، جامعه‌شناس بریتانیایی، از جمله کسانی هستند که بیشتر آنها را پیشگامان مکتب جرم‌شناسی فمینیستی می‌دانند. مقاله هیدنسون با عنوان «انحراف زنان: نقد و تحقیق» (۱۹۶۸) به عنوان اولین نقد از شکست جرم‌شناسی جریان اصلی در گنجاندن زنان در مطالعات خود شناخته می‌شود و بیان می‌کند که «انحراف زنان یکی از حوزه‌های رفتار انسانی است به ویژه در ادبیات جامعه‌شناسی نادیده گرفته شده است» و خواستار انجام تحقیقات بیشتر در مورد انحرافات زنان شد.
فردا آدلر به عنوان یکی از پیشگامان تئوری جرم‌شناسی فمینیستی بود که بر اساس نظریات وی جنبش اجتماعی فمینیستی فرصت‌ها و تشنگی زنان را برای جنایت افزایش داده بود. از دیدگاه جرم‌شناسی، تز او به شدت با تبیین‌های آسیب شناختی جنایت زنانه رایج در قرن قبل در تضاد بود. در سال بعد، با انتشار کتابش، خواهران در جنایت: ظهور جنایتکار جدید زن، او به عنوان "برترین جرم‌شناس زن در ایالات متحده" معرفی شد کتاب " زنان و جنایت " ریتا جی. سایمون که در سال ۱۹۷۵ نیز منتشر شد، این نظریه را تکرار کرد.

### دیدگاه معرفت‌شناسی
برای تخریب نظریه جرم‌شناسی مرد ستیزانه آن زمان، فمینیست‌ها در اواخر دهه ۱۹۷۰ و اوایل دهه ۱۹۸۰ از نظریه استفاده کردند که ادعا می‌کند دیدگاه‌های فرد بر اساس تجربیات آنها شکل می‌گیرد. تحقیقاتی با این ماهیت به دنبال شناخت جرم زنان از طریق بررسی زندگی و تاریخچه زنان در قوانین جرم و جنایتی بود. نقطه مشترک بسیاری از این مسائل از جمله فقر، اعتیاد، بی‌خانمانی و سوء استفاده جنسی علت اصلی پیدایش جرم و جنایت در مورد زنان شد. تحقیقات در این زمینه باعث علاقه‌مند شدن محققان به مطالعات بیشتر در مورد ارتباط بین قربانی‌شدن و قربانی کردن شد.
معرفت‌شناسی‌های موضعی به دلیل تعمیم بیش از حد زنان مورد انتقاد قرار گرفته‌اند و نتایج فوق را برای همه زنان صادق می‌دانند. سایر آثار فمینیستی با تمرکز بیش از حد بر نقش سوء استفاده در زندگی زنان مشکل دارند و استدلال می‌کنند که این نظریه‌ها زنان را مسئول نحوه واکنش آنها به سوءاستفاده می‌دانند و همچنین زندانی کردن زنانی را که ممکن است نیاز بیشتری به درمان برای مقابله با سوء استفاده داشته باشند را توجیه می‌کنند. جولیا چینیره اوپاره، فعال و محقق، می‌افزاید که نظریه دیدگاه «از این سؤال که چرا دولت به زنان آزار دیده با مجازات پاسخ می‌دهد، کنار می‌گذارد». صرف نظر از انتقادات، تحقیقات مبتنی بر نظریه موضعی به عنوان ابزاری ابزاری در تغییر جرم‌شناسی فمینیستی از جرم‌شناسی جریان اصلی شناخته می‌شود.

## نظریه‌های فمینیستی در مورد جرم و جنایت

### فمینیسم حقوقی
این سازمان موظف است که به مشکلات اجتماعی و نابرابری‌های جنسیتی، مانند خشونت علیه زنان و محکومیت مجرمان جنسی، به سیستم عدالت کیفری رسیدگی کند. فمینیست‌های حقوقی، که عمدتاً متشکل از فمینیست‌های رادیکال، لیبرال و سفیدپوست هستند، بر این باورند که می‌توان از طریق افزایش و تقویت قوانین حقوقی، حضور بیشتر پلیس، و گسترش نظام کیفری، به‌ویژه در رابطه با جنسیت انسان‌ها، تأثیر قابل‌توجهی بر خشونت علیه زنان گذاشت.

### فمینیسم الغاگرا
فمینیسم الغاگرا که نقطه مقابل فمینیسم حقوقی تلقی می‌شود، به دنبال جداسازی رفتارهای انحرافی از سیستم عدالت کیفری است، به اعتقاد آنها مسائل حقوقی کمک چندانی به ریشه‌های جرم در جامعه نمی‌کند. این سازمان به بررسی "فلسفه جرم و قانون" می‌پردازند این در حالی است که دیدگاه‌های عمومی دربارهٔ معانی و میزان مجازات قوانینی را تصویب می‌کنند و ادعا می‌کنند که "جنایت" فقط در قوانینی وجود دارد که آن را تعریف می‌کند، و این قوانین برای زندانی کردن و منزوی کردن اعضای جمعیت "معصوم" ایجاد شده‌اند. طرفداران لغو مجازات برای حل این مشکل به حذف زندان‌ها نگاه می‌کنند، هر چند دیگر طرفداران لغو مجازات هشدار می‌دهند که جرمی که تنها به عنوان محصول زندان‌ها یا نهادها در نظر گرفته می‌شود باید از میان برود نه بزهکاری‌های ریشه ای که برا اساس اخلاقیات و تربیت‌های نادرست شکل گرفته‌اند. آنها لغو مجازات را شبیه به بریدن یک درخت ۵۰۰ ساله از تنه آن می‌دانند و به عقیده آنان نمی‌توان  انتظار داشت که بدون هیچ حسابی برای ریشه‌هایی که آن را محکم در زمین نگه داشته‌اند، تصمیم درستی گرفت." ویویان صالح-هانا، نظریه ای مبنی بر جنایت در نژادپرستی، امپریالیسم، و جنسیت گرایی وجود دارد - که نام این نظریه RIP گذاشت که مخفف (نژادپرستی-امپریالیستی- پدرسالاری) است. صالح-هانا این نظریه را در غالب فمینیست هانتولوژی سیاه خود توسعه داد. Hauntology به بازگشت یا تداوم عناصری از گذشته، مانند یک روح اشاره دارد، و در این مورد به تسخیر جامعه توسط سیاست‌هایی اشاره دارد که به منظور انسان‌زدایی، طرد کردن و مجازات جمعیت‌های مردم، به‌ویژه جامعه سیاه‌پوستان اشاره دارد. سیستم‌هایی که به دنبال جرم انگاری و مجازات پوست سیاه بودند، مانند برده داری، حبس و بیگاری از این جامعه رنگین پوست.